# Jupiter LXI
Jupiter LXI, tạm thời được gọi là S/2003 J 19, là một vệ tinh tự nhiên của Sao Mộc. Nó được phát hiện bởi một nhóm các nhà thiên văn học do Brett J. Gladman dẫn đầu vào năm 2003.
S/2003 J 19 có đường kính khoảng 2 km và quay quanh Sao Mộc với khoảng cách trung bình là 22,709 Mm trong 699,125 ngày, ở độ nghiêng 165° so với mặt phẳng hoàng đạo (164° so với đường xích đạo của Sao Mộc), chuyển động theo hướng nghịch với vật thể trung tâm của nó và có độ lệch tâm là 0,1961.
Nó thuộc nhóm Carme, được tạo thành từ các vệ tinh dị hình chuyển động nghịch hành quanh Sao Mộc ở khoảng cách từ 23 đến 24 Gm và ở độ nghiêng khoảng 165°.
Vệ tinh này đã bị mất sau khi được phát hiện vào năm 2003. Nó đã được phục hồi vào năm 2018 và được định danh vĩnh viễn vào năm đó.